# Joaquín Cifuentes Sepúlveda
Joaquín Cifuentes Sepúlveda (San Clemente, Chile, 15 de marzo de 1899-Buenos Aires, Argentina, febrero de 1929) fue un poeta chileno, se le asocia a la Generación del 20 en donde es uno de los tantos poetas y prosistas chilenos que quedaron olvidados en el tiempo.

## Biografía
Hijo de una familia de comerciantes locales. Estudió en el Liceo de Hombres de Talca, participando de una generación de escritores que tuvo como guías al rector Enrique Molina Garmendia y al vicerrector Alejandro Venegas Carús.
Se casó con Hortensia Carmen Bustos de Argentina, se desconoce si tuvo hijos, y fue su viuda quien publicó en forma póstuma su última obra. Murió de tuberculosis en Buenos Aires, en febrero de 1929.
Pertenececió a lo se conoce como la Generación del 20, este grupo hasta nuestros días es más conocido como “El grupo de Neruda” o bien como lo denominara el poeta Pablo de Rokha: “La banda negra”, haciendo alusión que este grupo usualmente se reunía en cafetines y bares.
Fue tal vez uno de los más cercanos a Pablo Neruda, por ejemplo en el libro Crepusculario, se le encuentran muchos acercamientos al estilo de Cifuentes, y en el libro Residencia en la tierra neruda lo recuerda con el poema Ausencia de Joaquín.
En el libro Neruda de Volodia Teitelboim (Página 117), retrata a este poeta en una forma más cruel que con deseos de rescatarlo del aislamiento:
«Es un maestro de la cantina, un rey de la blasfemia, el que imparte a sus discípulos, como un apóstol del vino, las llamadas enseñanzas de la hombría criolla. El hombre ha nacido para tomar, para fornicar, para desafiar lo establecido. Tenía algo de anarquista primitivo. No dibujaba claramente la frontera que lo separaba del hampa. Era el predicador de una terrible y envolvente hermandad. Manejaba el lenguaje flamígero. Era el bardo del verbo insultante. El sucesor de todos los mal hablados de la historia, un fuera de la ley manejador de cuchillos y de frases como relámpagos, un semianalfabeto que tenía la sabiduría que viene de abajo cuando ésta se traduce en negación individualista, salvaje y sin destino».
En el sitio de la Memoria Chilena de la Biblioteca Nacional, incorrectamente se le da el apodo de “El Ratón Agudo”. El escritor Diego Muñoz, en un trabajo publicado en la revista “Aurora” de 1964, con motivo de los 60 años de Pablo Neruda, precisa que tal nombre lo daban al fotógrafo Raúl Fuentes Besa y no a Cifuentes.

## Obra
Publicó Letanías del dolor (Talca, Imprenta Talca 1917); Esta es mi sangre (Talca, Imprenta Talca 1918); Noches (Talca, Imprenta Talca 1919); La torre (Santiago, Ediciones Juventud 1922); El adolescente sensual, antología prologada por Pablo Neruda y Jorge González Bastías (Santiago, Imprenta El Esfuerzo 1930). 
Todas estas obras se pueden encontrar en el sitio de la biblioteca nacional Memoria Chilena.